# UGC 1772
PGC 8804 = UGC 1772 ist eine irreguläre Galaxie vom Hubble-Typ Irr im Sternbild Andromeda am Nordsternhimmel. Sie ist schätzungsweise 228 Millionen Lichtjahre von der Milchstraße entfernt. Gemeinsam mit UGC 1767 und UGC 1757 bildet sie die Galaxiengruppe "LGG 54".

## UGC 1772-Gruppe (LGG 54)
| Galaxie  | Alternativname | Entfernung/Mio. Lj |
| -------- | -------------- | ------------------ |
| PGC 8804 | UGC 1772       | 228                |
| UGC 1757 | PGC 8737       | 240                |
| UGC 1767 | PGC 8782       | 237                |